# 烏林鴞

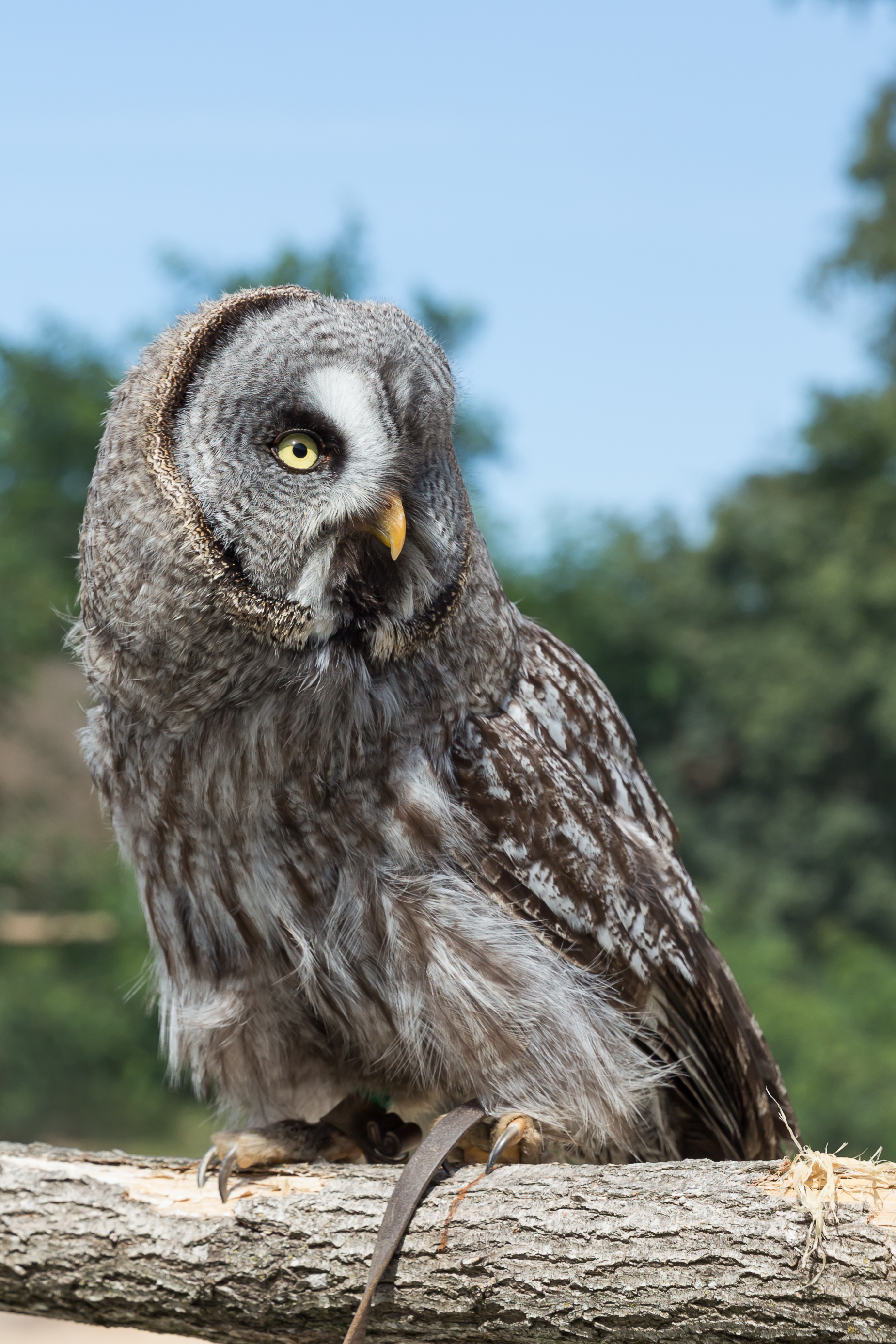

烏林鴞（學名：Strix nebulosa）是一種非常大型的貓頭鷹，分佈在北半球。

## 分佈
成年烏林鴞的頭部很大及圓，面部灰色，眼睛黃色，有深色圈圍繞。下身淺色及有深色斑紋；上身呈灰色有淡色斑紋。它們沒有耳羽，是所有猛禽中擁有最大面盘的。
烏林鴞的大小可以媲美鵰鴞及毛腿漁鴞。它們比這兩種貓頭鷹都要輕，但不及大鵰鴞及雪鴞。它們的羽毛較為蓬鬆，尾巴也較長，所以雖然身體較長，但卻較輕。它們約長61-84厘米，雄鳥及雌鳥分別平均長67厘米及72厘米。翼展長達152厘米，雄鳥及雌鳥分別平均長140厘米及142厘米。成年的烏林鴞重700-1800克，雄鳥及雌鳥分別平均重1000克及1290克。雄鳥一般較雌鳥細小。

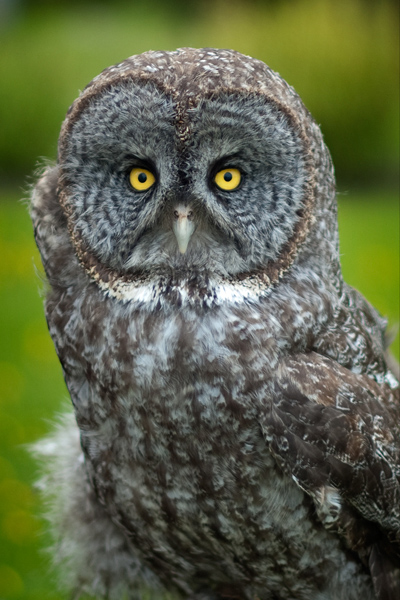
雌性烏林鴞。

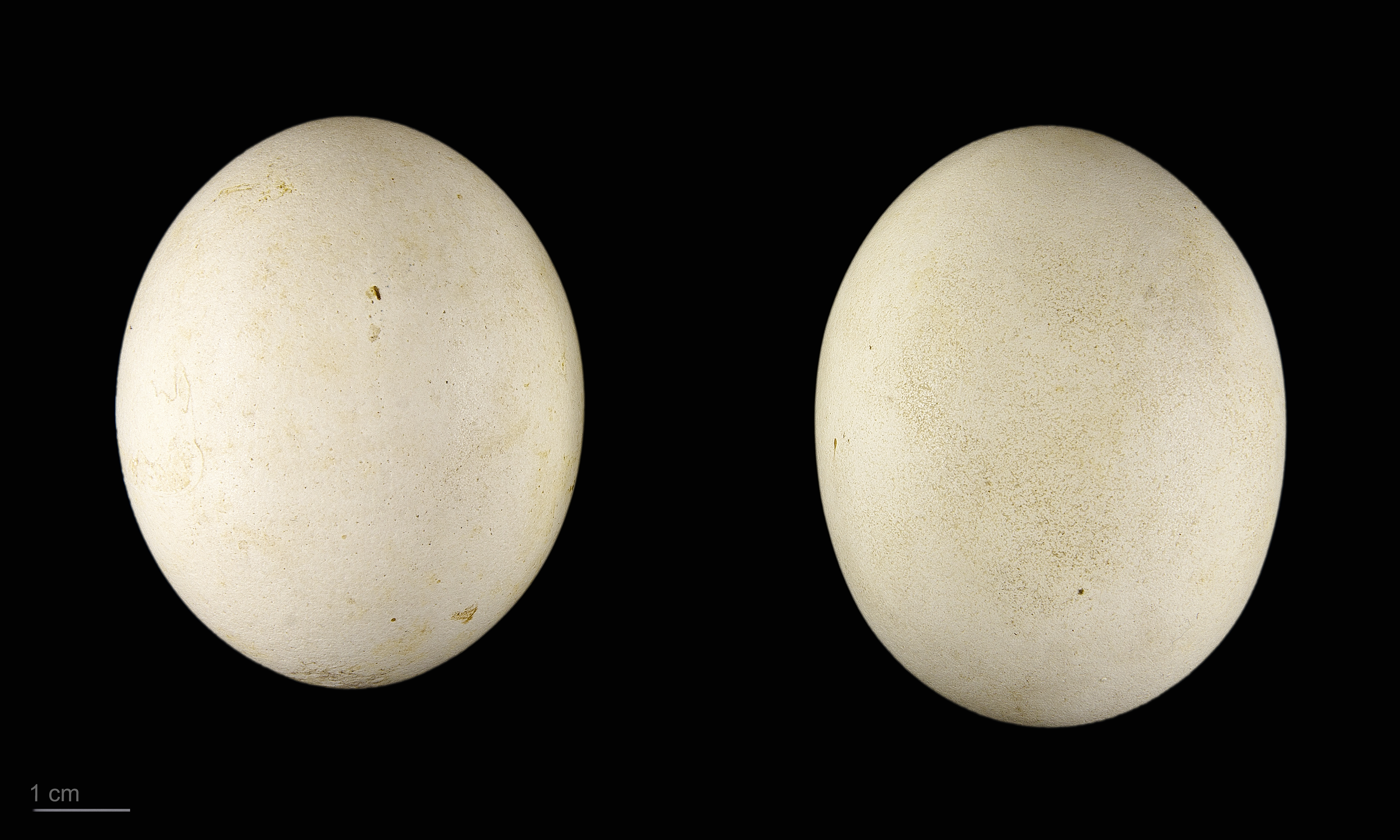
卵 Strix nebulosa lapponica

## 繁殖
烏林鴞在北美洲的魁北克至太平洋海岸及阿拉斯加及由芬蘭及愛沙尼亞橫跨亞洲北部繁殖。它們是留鳥，但有時會向南及東南遷徙覓食。在加利福尼亞州的內華達山脈有一個細小的群落，數量少於100隻。這個群落是最南端的群落，但卻瀕危。
烏林鴞棲息在近開放地區的北方針葉林。它們不會築巢，一般會使用其他大型鳥類的舊巢。繁殖期於3月至5月，每次會生4顆蛋。鳥蛋平均闊42.7毫米及長53.5毫米。孵化期為30天。雛鳥需要哺育2-3星期，雌鳥於此時會留在巢的附近。幼鳥到了3-4星期大就會離開巢穴，再多1-2星期就可以飛行。大部份雛鳥在換羽後都會留在出生地多幾個月。
食物供應是會影響雌鳥生蛋的數量。當食物稀疏時，它們會飛一般距離尋找獵物。

## 食性
烏林鴞會等待及留意獵物的動靜，繼而向下俯衝捕獵；它們也會低飛尋找獵物。它們的面盤可以聚合聲音，而不對稱的耳朵也可以幫助獵物定位。在繁殖期，它們主要在晚間及近暮晨獵食；其他時份它們主要會在夜間獵食。它們的聽覺很強，甚至可穿越重達180磅积雪，定位雪下移動的獵物。它們的主要食物是齧齒目，尤其是田鼠。还包括野兔、鼹鼠、鼩鼱科、鼬鼠、鶇科、松雞科、灰噪鴉、小鷹及鴨。有时，烏林鴞雛鳥及幼鳥有時也會成為棕熊、漁貂、大鷹及蒼鷹的獵物，但这些情况极少；而成鳥則會是鵰鴞屬及猞猁屬的獵物。
烏林鴞平時較為寂靜。當與地盤或與雛鳥交談時才會發聲。

## 外部連結
- Cornell Lab of Ornithology （页面存档备份，存于）
- USGS Patuxent （页面存档备份，存于）
- The Nature Conservancy's Birds of Prey （页面存档备份，存于）
- eNature.com （页面存档备份，存于）
- Internet Bird Collection （页面存档备份，存于）
- VIREO （页面存档备份，存于）
- 烏林鴞的图片